# 김대수 (축구인)
김대수(1975년 3월 20일 ~ )는 대한민국의 축구 선수이며, 포지션은 센터백이다.